# Georges Nagelmackers

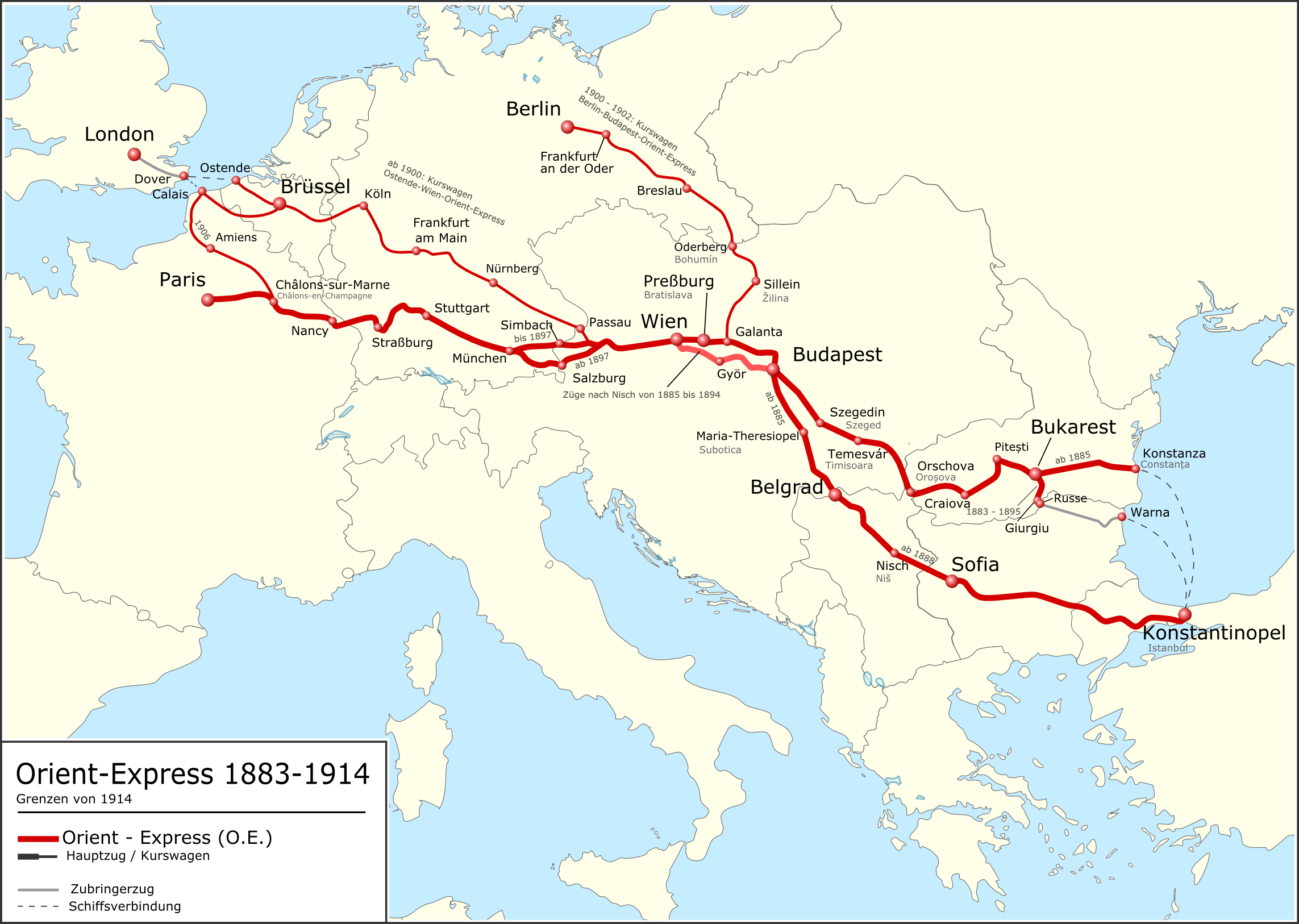
Orient-Express 1883-1914

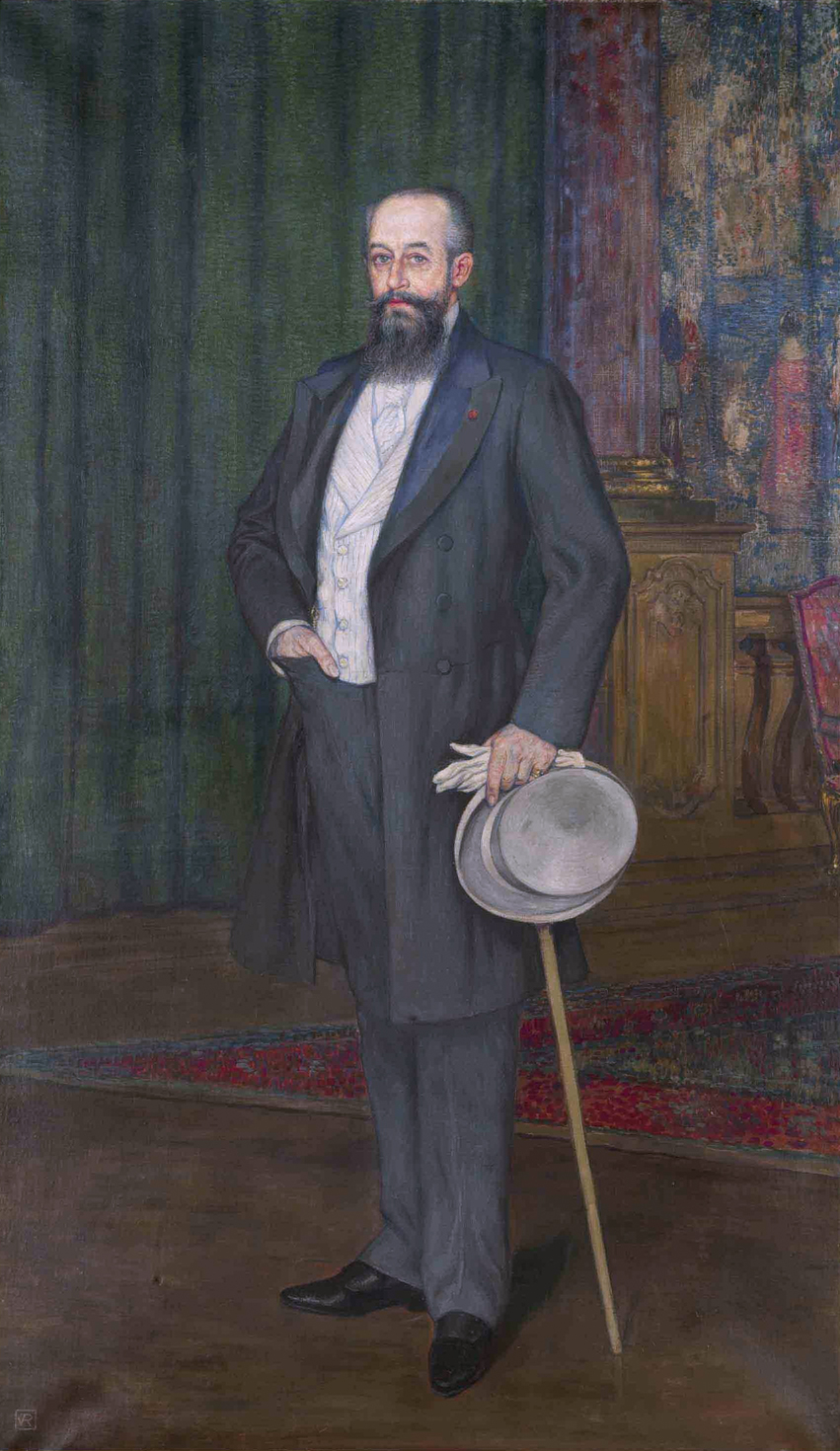
Georges Nagelmackers (Théo Van Rysselberghe, 1897)

Georges Lambert Casimir Nagelmackers (Luik, 25 juni 1845 - kasteel van Villepreux (Frankrijk), 10 augustus 1905) was een Belgisch ingenieur en industrieel, befaamd als de stichter van de Compagnie Internationale des Wagons-Lits alsook een Olympisch kampioen die op de Olympische Zomerspelen van 1900 goud won voor paardrijden.

## Leven
Hij stamde uit een welgestelde familie die in 1747 de Bank Nagelmackers had gesticht. Zijn grootvader Gérard Nagelmackers was behalve bankier ook een invloedrijk politicus.
Georges Nagelmackers studeerde voor burgerlijk ingenieur. Op 22-jarige leeftijd werd hij verliefd op zijn nicht, die aanzienlijk ouder was. Zijn ouders waren het niet met zijn trouwplannen eens en stuurden de jongeman daarom met vrienden mee die een reis naar de Verenigde Staten geboekt hadden. Wellicht bracht de Nieuwe Wereld 'genezing'.
Hij werd geacht zijn vader op te volgen in de familiebank maar ontwikkelde, na dit bezoek aan de Verenigde Staten, andere ambities.
Geïmponeerd als hij was door de Amerikaanse Pullman-treinen, besloot hij in Europa een systeem van slaapaccommodatie voor treinreizigers te ontwikkelen dat nog luxueuzer en comfortabeler was dan wat hij gezien had in de Verenigde Staten.
In 1876 richtte hij het bedrijf Compagnie Internationale des Wagons-Lits (CIWL) op, waarvoor hij luxe-slaapwagens begon te bouwen. Met steun van onder meer koning Leopold II van België begon hij in 1883 met de legendarische spoorwegverbinding Oriënt Express tussen Parijs en Constantinopel. Hetzelfde jaar begon de CIWL een lijn Calais-Nice-Rome, vooral voor Engelse toeristen, die in 1889 later opgesplitst werd in enerzijds de Rome Express en anderzijds de Calais-Méditerranée Express (later bekend als de  Train Bleu). Het was het begin van een succesvol spoorwegimperium.
Nagelmackers bleef de CIWL leiden tot aan zijn dood in 1905.

## Trivia
In 2005 was hij een van de kansmakers op de titel De Grootste Belg, maar haalde de uiteindelijke nominatielijst niet en strandde op nr. 76 van diegenen die net buiten de nominatielijst vielen.

## Op de Olympische spelen
Nagelmackers nam deel aan de Olympische Zomerspelen van 1900, waar hij deelnam aan de vierspan voor paardrijden. Hij won goud met een van zijn twee teams.

### Resultaten
| Olympische Zomerspelen van 1900 | plaats            |
| ------------------------------- | ----------------- |
| Vierspan, paardrijden           | 1ste plaats, goud |